# Сан-Жуан-да-Понти
Сан-Жуан-да-Понти (порт. São João da Ponte) — муниципалитет в Бразилии, входит в штат Минас-Жерайс. Составная часть мезорегиона Север штата Минас-Жерайс. Входит в экономико-статистический микрорегион Монтис-Кларус. Население составляет 25 886 человек на 2006 год. Занимает площадь 1849,188 км². Плотность населения — 14,0 чел./км².
Праздник города — 31 декабря.

## История
Город основан 31 декабря 1943 года.

## Статистика
- Валовой внутренний продукт на 2003 год составляет 55 002 438,00 реалов (данные: Бразильский институт географии и статистики).
- Валовой внутренний продукт на душу населения на 2003 год составляет 2119,47 реалов (данные: Бразильский институт географии и статистики).
- Индекс развития человеческого потенциала на 2000 год составляет 0,626 (данные: Программа развития ООН).